# Na straży miłości
Na straży miłości (hiszp. Amor en Custodia) – argentyńska telenowela z 2005 roku, wyprodukowana przez Telefe Contenidos i L.C Acción Producciónes.
Była nadawana w Polsce na Polonii 1 (2011-2012) i na kanale Novela TV (2012-2013, 2013-2014).

## Obsada
| Aktor                  | Charakter                           |
| ---------------------- | ----------------------------------- |
| Osvaldo Laport         | Juan Manuel Aguirre                 |
| Soledad Silveyra       | Paz Achaval Urien / Monica Martinez |
| Melina Petriella       | Bárbara Bazterrica                  |
| Sebastián Estevanez    | Nicolás Pacheco                     |
| Gimena Accardi         | Tatiana Aguirre                     |
| Luisina Brando         | Alicia Almanzi                      |
| Héctor Calori          | Alejandro Bazterrica                |
| Lucas Crespi           | Guillermo "Guillo" Alcorta          |
| Claudia Fontán         | Gabriela Almanzi                    |
| Cristina Fridman       | Elma Salinas                        |
| Carla Barzotti         | Úrsula Quiñones                     |
| Mónica Galán           | Inés Vázquez                        |
| Sabrina Garciarena     | Milagros "Mili" Bazterrica          |
| Luciana González Costa | Laura Pacheco                       |
| Franco Infantino       | Panchito                            |
| Pepe Monje             | Ernesto "Tango" Salinas             |
| Pepe Novoa             | (†)Santiago Achaval Urien           |
| Florencia Ortiz        | Rubí Rosales                        |
| Carolina Papaleo       | Victoria Achaval Urien              |
| Salo Pasik             | Walter Pacheco                      |
| Santiago Ríos          | Gino Giulianni                      |
| Paula Siero            | Carolina Costas                     |
| María Socas            | Milagros Ledezma                    |
| Raúl Taibo             | Carlos González / Francesco Fosco   |
| Betty Villar           | Katia Kramer                        |
| Mirta Wons             | Nora Vilcapugio                     |
| Eleonora Wexler        | Angeles                             |
| Fabian Pizzorno        | Conrado                             |
| María Concepción César | Emilia                              |
| Irma Roy               | Mercedes                            |
| María Socas            | Milagros Ledesma                    |
| Eduardo Nutkiewitz     | Mauricio Alcorta                    |
| Silvina Luna           | Melisa                              |
| Mónica Ayos            | Isabella                            |
| Verónica Vieyra        | Noelia                              |
| Juan José Ramirez      | ?                                   |
| Magali Moró            | Rosario Bazterrica                  |